# Koen de Kort
Koen de Kort, född 8 september 1982 i Gouda, är en professionell tävlingscyklist från Nederländerna. Han tävlar för UCI Professional Continental-stallet Argos-Shimano.

## Början
Koen de Kort växte upp i Liempde i Noord-Brabant. Mellan 2002 och 2004 tävlade han för Rabobank-stallets utvecklingslag, då kallat Rabobank TT3. Under sin amatörkarriär vann han bland annat Paris–Roubaix Espoirs. Han vann också Grand Prix Eddy Merckx tillsammans med Thomas Dekker. På Ronde van Vlaams-Brabant 2004 vann Koen de Kort den första etappen framför Iljo Keisse och Wouter Weylandt. När tävlingen var över stod det klart att de Kort hade vunnit framför Tom Stubbe och Rick Flens.

## Professionell karriär
Koen de Kort blev professionell med UCI ProTour-stallet Liberty Serguros-Würth inför säsongen 2005. Under året vann han etapp 4 under Tour de l'Avenir. Året därpå deltog han i sin första Grand Tour, vilket blev Giro d'Italia 2006. På den sista etappen av tävlingen slutade nederländaren på tionde plats.
Inför säsongen 2007 startade Astana Team, det som tidigare hade varit Liberty Serguros-Würth, men nu med en ny ledare då den tidigare managern, Manolo Saiz, var anklagad för att vara inblandad i Operación Puerto-härvan. Under säsongen 2007 testades lagets kazakiska stjärnor Aleksandr Vinokurov och Andrej Kasjetjkin positivt för att ha använt sig av blodtransfusion. Astana Team drog sig genast ifrån Tour de France 2007 och under den resterande säsongen tävlade inte stallet mycket och även under säsongen 2008 hade laget svårt att bli inbjudna till de stora tävlingarna. Trots svårigheterna körde Koen de Kort och hans Astana Team bra i Polen runt 2007 när de vann lagtempoloppet. Under säsongen 2008 slutade han trea på de nederländska nationsmästerskapens linjelopp bakom Lars Boom och Joost Posthuma.
Med anledning av Astana Teams stora problem lämnade Koen de Kort stallet efter säsongen 2008 och han blev i stället anställd av det mindre stallet Argos-Shimano. Koen de Kort slutade på nionde plats på etapp 2 av Tour de France 2009 bakom Mark Cavendish, Tyler Farrar, Romain Feillu, Thor Hushovd, Yukiya Arashiro, Gerald Ciolek, William Bonnet och Nicolas Roche. Han vann den japanska tävlingen Shimano Road Race - Suzuka i slutet av augusti 2009.

## Meriter
- 2004
  - Paris–Roubaix Espoirs
  - Ronde van Vlaams-Brabant
  - Circuit des Mines - lagtempoetapp
  - Grand Prix Eddy Merckx (med Thomas Dekker)

- 2005
  - Etapp 4, Tour de l'Avenir

- 2008
  - 3:a,  Nationsmästerskapens tempolopp

## Stall
- Rabobank TT3 2002–2004
- Liberty Seguros-Würth 2005–2006
- Astana Team 2006–2008
- Argos-Shimano 2009–